# Turó de Maçana
El Turó de Maçana, és una muntanya de 703 de la Serra de Rubió, que està situada a Rubió, a la comarca de l'Anoia. El turó es troba al bell mig de la Serra de Rubió. Al punt culminant de la muntanya s'hi troba l'església de Sant Martí de Maçana, amb la rectoria al costat (actualment deshabitada), i el cementiri.
A les acaballes del segle X s'hi construí un castell termenat (actualment totalment desaparegut) i un nucli de població que tenia un temple parroquial consolidat el 1025, possiblement sota l'advocació de Sant Iscle.